# (8540) Ardeberg
(8540) Ardeberg – planetoida z pasa głównego asteroid okrążająca Słońce w ciągu 5 lat i 190 dni w średniej odległości 3,13 au. Została odkryta 17 marca 1993 roku w Europejskim Obserwatorium Południowym w programie UESAC. Nazwa planetoidy pochodzi od Arne Ardeberga (ur. 1940), emerytowanego profesora astronomii pracującego w Lund Observatory, który w latach 1979 – 1984 był dyrektorem w Europejskiego Obserwatorium Południowego w La Silla. Przed nadaniem nazwy planetoida nosiła oznaczenie tymczasowe (8540) 1993 FK80.